# L'Évasion de Rochefort
L'Évasion de Rochefort est un tableau réalisé par le peintre Édouard Manet en décembre 1880 en vue du Salon de 1881, peu avant sa mort.
Il en existe deux versions.

## Description
L'œuvre est un hommage au polémiste anti-impérial Henri Rochefort et à son évasion du bagne de Nouvelle-Calédonie survenue le 19 mars 1874 en compagnie de Paschal Grousset et Olivier Pain à Nouméa (à la nage entre la presqu'île Ducos et l'îlot Kuauri qui n'est pas surveillé, puis en baleinière jusqu'au PCE (Peace, Comfort, Ease), un navire britannique qui doit appareiller le lendemain pour Newcastle en Australie). Le choix d'un tel sujet est une façon pour le peintre de se placer en rupture et de renouveler les sujets néoclassiques dits historiques, évoquant souvent des faits ou des mythes de l'antiquité.
La toile met toutefois moins l'accent sur les occupants de la barque que sur la mer qui les entoure, d'apparence titanesque et intimidante. Manet adopte le parti inverse de Théodore Géricault en 1824, lorsque celui-ci peint Le Radeau de La Méduse. On peut deviner au loin les navires à bord duquel les évadés prendront la fuite. Sur cette version on peut aussi reconnaître Rochefort tenant le gouvernail de la baleinière. Le thème est également critique par rapport au pouvoir : Henri Rochefort a été condamné comme communard, comme rebelle, et il s'évade d'un bagne. Ce tableau a été réalisé en 1880/1881, peu avant la mort du peintre en avril 1883.

### Autres versions

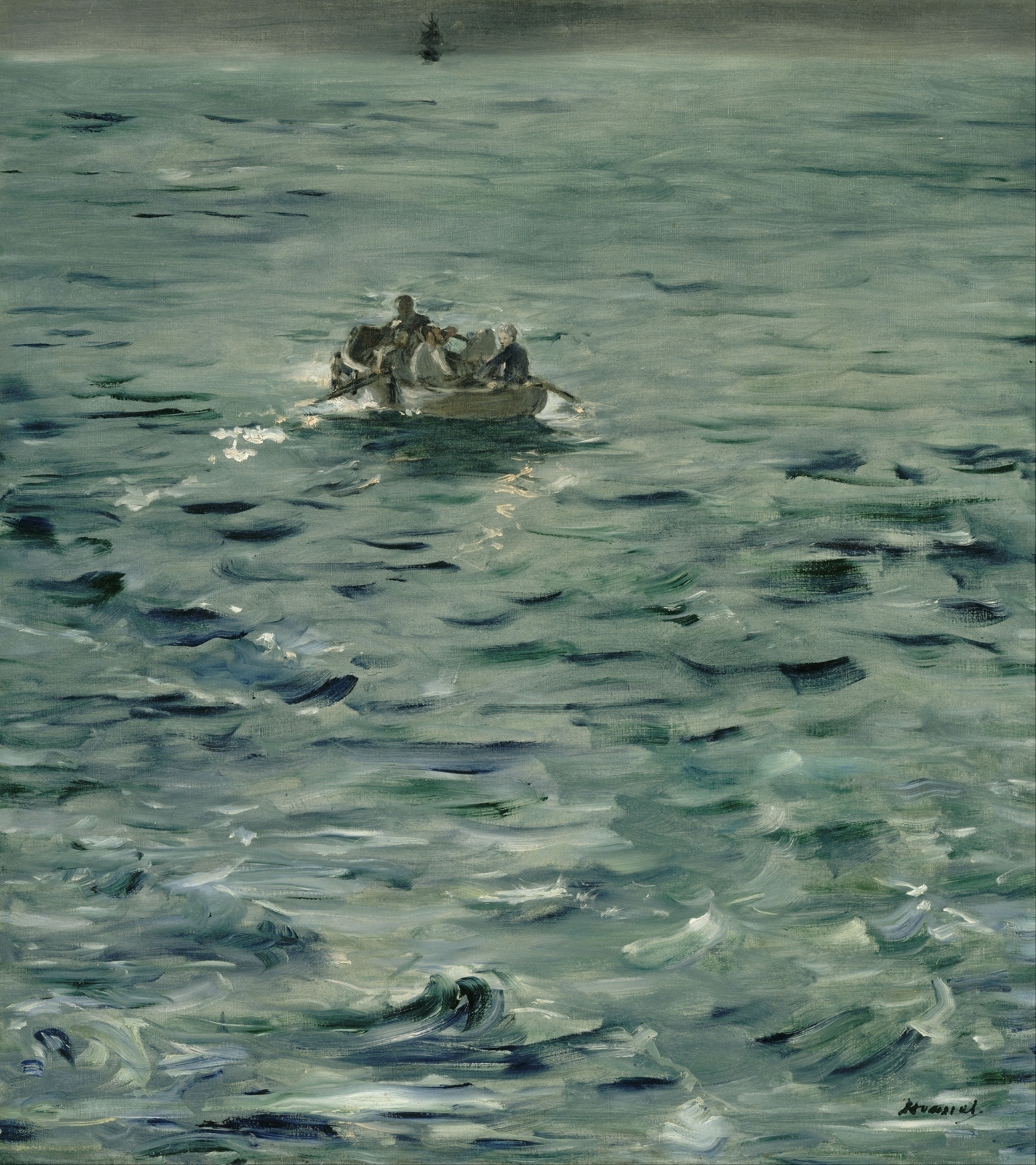
Deuxième version[3] 80 × 73 cm musée d'Orsay
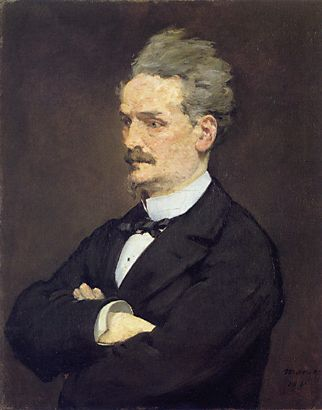
Le tableau finalement exposé 82 × 67 cm Kunsthalle de Hambourg

Manet peint une deuxième version du tableau dans laquelle on reconnaît à grand peine un Rochefort sans rôle particulier, la baleinière est devenue une barque perdue dans une mer nettement plus calme qui occupe l'essentiel du tableau. Manet semble avoir été troublé par les mystères sur cette évasion et par les polémiques naissantes entre les évadés autour du rôle que Rochefort y aurait joué, ainsi que d'un éventuel complot maçonnique (non confirmé par les investigations historiques plus récentes).  C'est finalement un troisième tableau que Manet choisit finalement d'exposer au Salon avec le  Portrait d'Henri Rochefort.